# Ђуро Затезало
Ђуро Затезало (Доње Дубраве, 21. јул 1931 — Доње Дубраве, 6. август 2017) био је српски педагог, правник и историчар.

## Биографија
Затезало је рођен у Доњим Дубравама на Кордуну, раније у саставу општине Горње Дубраве, данас је то део града Огулина. Син је мајке Марте и оца Раде који су имали 10 синова и 3 кћери.

### Образовање
Основну школу завршио је у Доњим Дубравама, а учитељску школу у Карловцу 1951. године, ванредно, уз рад, трогодишњу вишу педагошку школу у Загребу 1958. године на групи предмета: историја, хрватско-српски језик и југословенска књижевност. У Сарајеву је завршио Филозофски факултет на групи предмета: историја народа Југославије и општа историја. На Институту за хисторију државе и права Правног факултета Универзитета у Загребу из области државнополитичких наука где је магистрирао 5. новембра 1969. године. Ту је 1. јула 1977. године одбранио и докторску дисертацију под насловом: "Настанак, развој и организација народне власти на Кордуну, Банији и Лици у периоду од 1941-1945. године".

### Рад
Радио је као учитељ у Крушковачи и Оштаријама, наставник и професор на Економској школи у Карловцу, просветни саветник за српско-хрватски језик и историју на Заводу за школство котара Карловац, секретар Комисије за историју котара Карловац. Од 1960. године искључиво ради на прикупљању и обради архивске грађе, публиковању изворне грађе, објављивању студија.
Покретач је и оснивач Историјског архива у Карловцу те изградње савремене архивске зграде, једине новоизграђене у Хрватској, чији је директор био пуних 30 година, до пензионирања 1994. године. Има звање научног и архивског саветника. Аутор је 15 књига, више од стотину стручних и научних радова, организатор и учесник низа научних скупова са тематиком из времена 20. века, а највише из периода Народноослободилачке борбе народа Југославије од 1941. до 1945. године. Главни је и одговорни уредник више десетина монографија, студија и зборника у издању Историјског архива у Карловцу и неким другим институцијама.
Био је и потпредседник Савета за националне мањине Републике Хрватске од 2003. до 2011. године.
Носилац је бројних признања за нарочите заслуге и постигнуте успехе у раду, међу којима Орден рада са златним венцем, Награда за животно дело општине и града Карловца, Повеље ЗАВНОХ-а и других.